# دین رسمی

کشورهای دارای دین حکومتی:
(در انگلستان: انگلیکان)

دین حکومتی یا دین رسمی نهاد دینی یا باوری است که رسماً مورد حمایت یک حکومت است. کشورهای دارای دین رسمی، گرچه سکولار نیستند، الزاماً حاکمیتی دینی نیز نیستند. دین‌های رسمی تثبیت یک دین با حمایت حکومت است، ولی لازم نیست دولت (مشابه آن گونه که در تئوکراسی است) تحت کنترل دین باشد یا دین در حمایت دولت لزوماً تحت کنترل دولت باشد.
دین‌های رسمی در سراسر تاریخ بشر در تقریباً همهٔ فرهنگ‌ها، شناخته شده بوده‌اند و تا خاور نزدیک باستان و پیشاتاریخ قدمت دارند. رابطه فرق مذهبی و دولت تحت عنوان  theologia civilis ("الهیات مدنی") توسط مارکوس ترنتیوس وارو مورد بحث قرار گرفت. نخستین کلیسای مسیحی مورد حمایت حکومت کلیسای حواری ارمنی بود، که در سال ۳۰۱ میلادی تأسیس شد. در مسیحیت از آنجا که لفظ کلیسا نوعاً به محل پرستش مسیحیان یا سازمان‌های دربرگیرنده چنان محل‌هایی گفته می‌شود، لفظ کلیسای دولتی با مسیحیتِ مورد حمایت حکومت، از نظر تاریخی کلیسای دولتی امپراطوری روم در قرون پایانی حیات این امپراطوری، ارتباط دارد، و گاه در اشاره به شاخه ملی مدرنی از مسیحیت مورد استفاده قرار می‌گیرد.
در خاورمیانه، بسیاری از دولت‌ها که جمعیت شان بیشتر مسلمانند اسلام را به عنوان دین رسمی خود دارند گرچه محدودیت‌های مذهبی بر زندگی روزمره شهروندان بسته به کشور متغیر است. در عربستان سعودی حاکمان از هر دو قدرت سکولار و مذهبی برخوردار است، حال آن که در ایران از زمان انقلاب ۱۳۵۷ قدرت سکولار رئیس‌جمهور باید از تصمیمات اقتدار مذهبی تبعیت کند. ترکیه، که آن هم جمعیتش بیشتر مسلمانند، در پی اصلاحات آتاتورک سکولار شد، گرچه برخلاف انقلاب روسیه در همان زمان، این منجر به اختیار کردن بی‌خدایی حکومتی نشد.
درجه اعمال دین رسمی ملی بر شهروندان توسط دولت در جامعه معاصر از بالا در عربستان سعودی و ارمنستان تا حداقلی یا نبود آن در دانمارک، انگلستان، ایسلند، و یونان متغیر است.

## وضعیت فعلی دین‌های رسمی

### بودیسم
یکی از دین‌های دارمایی با ۵۰۰ میلیون پیرو در سراسر جهان است. این دین برپایه فلسفه‌ای مبتنی بر آموزه‌های سیدارتا گوتاما که در حدود ۵۶۶ (پیش از میلاد) تا ۴۸۶ (پیش از میلاد) می‌زیسته، است. آیین بودا به تدریج از هندوستان به سراسر آسیا، آسیای میانه، تبت، سریلانکا، یمن، آسیای جنوب شرقی و نیز کشورهای خاور دور مانند چین، مغولستان، کره و ژاپن راه یافت.
در حال حاضر فقط کشورهای سریلانکا، بوتان و کامبوج یک حکومت دینی بر اساس آیین بودایی هستند.
پرجمعیت‌ترین کشور دارای بودیست، چین است که داری حکومت سکولار است.

### مسیحیت
دولت‌های زیر نوعی از مسیحیت را به عنوان دین دولتی یا رسمی خود به رسمیت می‌شناسند یا برای آن وضعیت ویژه ای قائل هستند (بر حسب مذهب):
در حال حاضر فقط کشورهای واتیکان، یونان، انگلستان، نروژ، دانمارک، جزایر فارو، گرینلند، ایسلند، مالت، لوکزامبورگ، لیختن اشتاین، کاستاریکا و زامبیا یک حکومت دینی بر اساس آیین مسیحیت هستند.
پرجمعیت‌ترین کشور دارای مسیحی، ایالات متحده است که داری حکومت سکولار است.

#### مسیحیت بدون مذهب
- ساموآ: در ژوئن ۲۰۱۷, پارلمان به این رأی مثبت داد که واژه گزینی اصل ۱ قانون اساسی اصلاح شود، و بدین ترتیب مسیحیت دین رسمی شود. بخش ۱، بند (۱)(۳) بیان می‌کند «ساموآ ملتی مسیحی است که بر اساس خدای پدر، پسر و روح القدس بنا نهاده شده‌است.» وضعیت این دین پیشتر در دیباچه بیان شده بود، که نخست‌وزیر توییلائپا ملیلویگاوی آن را از نظر قانونی ناکافی دانست.[۳][۴]
- زامبیا: دیباچه قانون اساسی ۱۹۹۱ زامبیا با وجود تضمین «آزادی دین» زامبیا را یک «ملت مسیحی» اعلام می‌کند.[۵]

#### کاتولیسیزم
مناطقی که کلیسای کاتولیک به عنوان دین دولتی یا رسمی تثبیت شده‌است:
- کاستاریکا: اصل ۷۵ قانون اساسی کاستاریکا تأیید می‌کند که «دین کاتولیک و رسولی دین کشور است، که به حفظ آن، بدون جلوگیری از دیگر انجام آزاد گونه‌های دیگر پرستش که مخالف اخلاق جهانشمول یا رسوم نیک باشند در جمهوری کمک می‌کند.»[۶]
- لیختن‌اشتاین: قانون اساسی لیختن‌اشتاین کلیسای کاتولیک را به عنوان دین دولتی توصیف می‌کند که از «حفاظت کامل دولت» برخوردار است. قانون اساسی به هر روی تضمین می‌کند که مردم با دین‌های دیگر «محق خواهند بود آیین خود را به پا دارند و مناسک مذهبی را تا حد سازگار با اخلاق و نظم عمومی به جا بیاورند.»[۷]
- مالت: اصل ۲ قانون اساسی مالت اعلام می‌دارد که «دین مالت دین کاتولیک و رسولی است».[۸]
- موناکو: اصل ۹ قانون اساسی موناکو "دین کاتولیک، و رسولی " را دین کشور توصیف می‌کند.[۹]
- واتیکان: یک پادشاهی انتخابی، حاکمیت دینی (یا کشیشی), پادشاهی مطلقه با فرمانروایی پاپ، است که جانشین مسیح نیز هست.[۱۰] عالی‌رتبه‌ترین مسئولین کلیسای کاتولیک همگی روحانیون از منشاهای مختلفند. این کشور قلمروی دارای اقتدار سریر مقدس (لاتین: Sancta Sedes) و اقامتگاه پاپ است، که به آن کاخ حواری گفته می‌شود.

مناطقی که در قانون اساسی شان بدون تعیین کاتولیسیزم رومی به عنوان دین رسمی درجات گوناگونی از به رسمیت‌شناسی به آن می‌دهند:
- آندورا.[۱۱]
- آرژانتین: اصل ۲ قانون اساسی آرژانتین صریحاً اظهار می‌دارد که حکومت از آیین رسولی کاتولیسیزم رومی حمایت می‌کند، ولی آن را به عنوان دین دولتی تثبیت نمی‌کند.[۱۲] پیش از متمم ۱۹۹۴، قانون اساسی الزام می‌کرد که رئیس‌جمهور حتماً می‌باید یک کاتولیک رومی باشد.
- تیمور شرقی: با این که قانون اساسی تیمور شرقی به اصول آزادی ادیان و جدایی دین از دولت احترام می‌گذارد در بخش ۴۵ کاما ۱ همچنین «مشارکت کلیسای کاتولیک در فرایند رهایی ملی» را در دیباچه خود به رسمیت می‌شناسد که (گرچه این هیچ ارزش قانونی ندارد).[۱۳]
- السالوادور: گرچه بخش ۳ قانون اساسی ال سالوادور اعلام می‌کند که محدودیتی نباید بر پایه تفاوت ملیت، نژاد، جنسیت یا دین نباید وضع شود، اصل ۲۶ اعلام می‌کند کلیسای کاتولیک را به رسمیت می‌شناسد و به آن اولویت قانونی می‌دهد.[۱۴][۱۵]
- گواتمالا: قانون اساسی گواتمالا شخصیت قضایی کلیسای کاتولیک را به رسمیت می‌شناسد. دیگر کلیساها، فرقه‌ها، نهادها و انجمن‌های دارای خصوصیت مذهبی رسمیت شخصیت قضایی خود را در تطابق با مقررات نهادشان به دست می‌آورند.[۱۶]
- ایتالیا: قانون اساسی ایتالیا دین دولتی ای تثبیت نمی‌کند، ولی دولت و کلیسای کاتولیک را به عنوان «مستقل و دارای اقتدار، هر یک درون حوزه خود» به رسمیت می‌شناسد.[۱۷] قانون اساسی اضافه بر این بر خلاف همه دیگر باورها جایگاه یکتا در خصوص سازماندهی پرستش را حفظ می‌کند.[۱۸]
- پاناما: قانون اساسی پاناما کاتولیسیزم را به عنوان «دین اکثریت» شهروندان به رسمیت می‌شناسد ولی آن را به عنوان دین رسمی دولت تثبیت نمی‌کند.[۱۹]
- پاراگوئه: قانون اساسی پاراگوئه نقش کلیسای کاتولیک را در شکل‌گیری تاریخی و فرهنگی این کشور به رسمیت می‌شناسد.[۲۰]
- پرو: قانون اساسی پرو کلیسای کاتولیک را به عنوان یکی از عناصر مهم در تاریخ پرو، فرهنگ پرو، شکل‌گیری اخلاقی پرو به رسمیت می‌شناسد و همکاری خود را به آن اعطا می‌کند.[۲۱]
- لهستان.[۲۲]
- اسپانیا: قانون اساسی اسپانیا سال ۱۹۷۸ کلیسای کاتولیک را به عنوان دین رسمی تثبیت کرد، و نقشی که آن در جامعه اسپانیا ایفا می‌کند را به رسمیت شناخت.[۲۳]

#### ارتدکسی شرقی
- یونان: کلیسای یونان در قانون اساسی یونان به عنوان دین غالب در یونان به رسمیت می‌شناسد[۲۴]و تنها کشور در جهان است که ارتدوکسی شرقی در قانون اساسی آن به عنوان دین رسمی به رسمیت شناخته شده‌است.[۲۵][۲۶] به هر روی، این بند به کلیسای یونان انحصار پرستش نمی‌دهد، دیگر ادیان برابر دانسته شده‌اند و به جا آوردن آزادانه آنها ممکن است.[۲۷]

### اسلام
اسلام دینی آفرینش‌گرا، یکتاپرستانه و ابراهیمی است. به پیروان اسلام «مسلمان» می‌گویند. هم‌اکنون اسلام از نظر پیروان عقیدتی از دید شمار رسمی با ۲میلیارد و ۱۰۰ ميليون نفر پیروان، قبل از جمعیت بی‌خدایان و بعد از مسیحیان در جایگاه دوم در جهان جای دارد.
در حال حاضر اکثر کشورهای دارای بیشترین جمعیت مسلمان، با حاکمیت دینی اداره می‌شوند. کشورهای پاکستان، افغانستان؛ خاورمیانه و صحرای آفریقا، سومالی، بنگلادش و مالزی. آمار
پرجمعیت‌ترین کشور دارای مسلمان، اندونزی است که داری حکومت سکولار است.

### دیگر ادیان
کشور هند بیشترین جمعیت افراد هندو، سیک، جین و اسرائیل بیشترین جمعیت افراد یهودیی و چین بیشترین جمعیت افراد بی‌دین را دارند که همگی دارای یک حکومت سکولار هستند.